# NGC 2250
NGC 2250 (другое обозначение — OCL 547) — рассеянное скопление в созвездии Единорог.
Этот объект входит в число перечисленных в оригинальной редакции «Нового общего каталога».
В Пересмотренном Новом общем каталоге координаты объекта приведены с ошибкой в одну минуту прямого восхождения. Джон Гершель принял координаты звезды восьмой величины как координаты скопления, однако она находится на восточной его стороне. Сейчас эта звезда называется SAO 133414. Астроном Гарольд Корвин помещает центр NGC 2250 примерно в 5' к западо-юго-западу от этой звезды.